# Canción de cuna (Brahms)
La Canción de cuna (en alemán, Wiegenlied) Op. 49, n.º 4, es un lied para voz y piano compuesto por Johannes Brahms. Se publicó por primera vez en 1868. Es una de sus canciones más populares.

## Historia

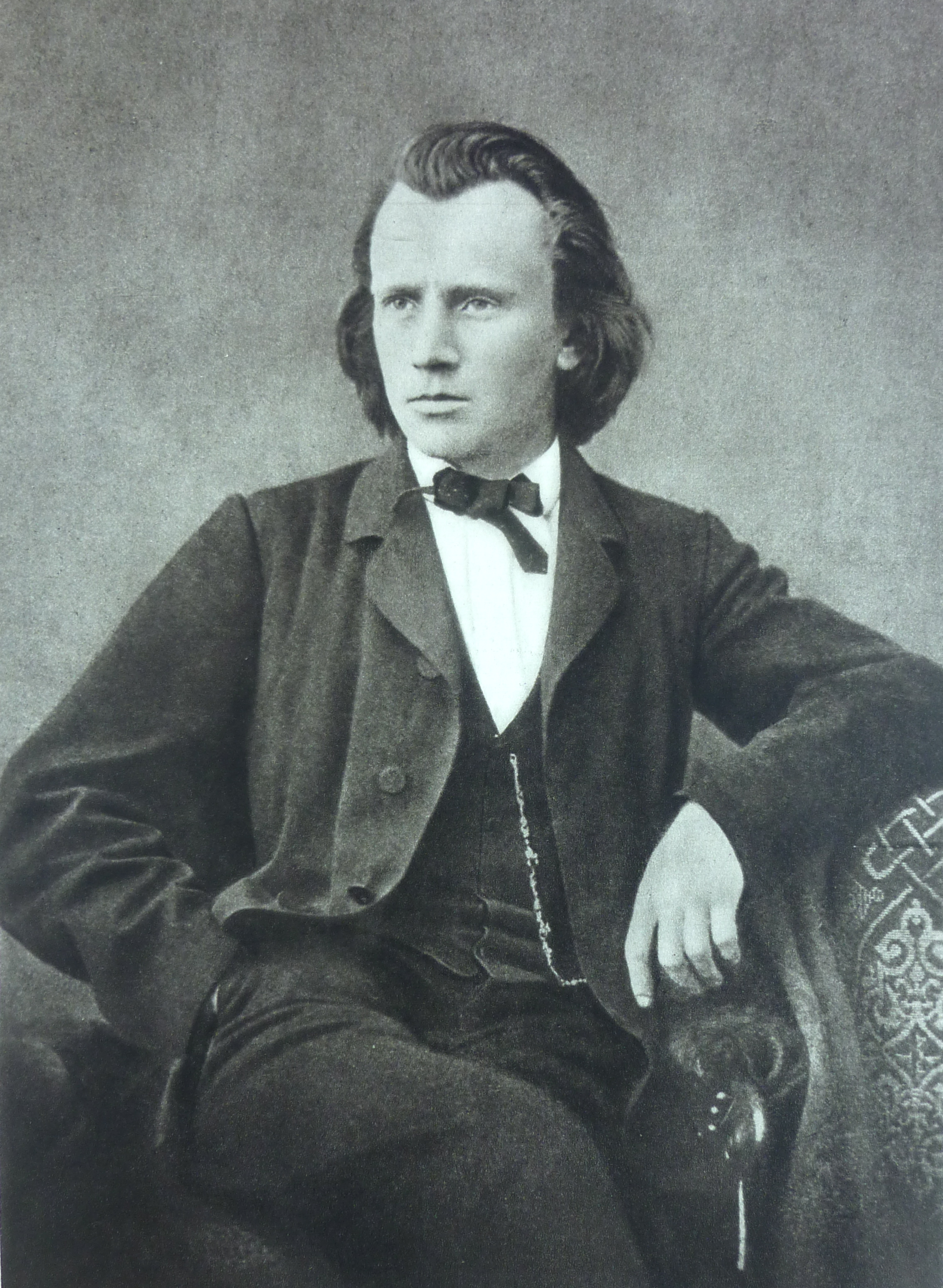
Johannes Brahms en 1866.

Brahms basó la música de su Canción de cuna parcialmente en «S'Is Anderscht», un dúo de Alexander Baumann publicado en la década de 1840. La canción de cuna fue dedicada a la amiga de Brahms, Bertha Faber, con motivo del nacimiento de su segundo hijo. Brahms había estado enamorado de ella en su juventud y construyó la melodía para sugerir, como una contramelodía oculta, una canción que solía cantarle. Simrock publicó el Op. 49 en noviembre de 1868. La canción de cuna fue interpretada por primera vez en público el 22 de diciembre de 1869 en Viena por Louise Dustmann como cantante y Clara Schumann al piano.

## Texto
Se ha descrito a la canción como engañosamente simple. En su publicación original tenía un único verso. La letra es de Des Knaben Wunderhorn, una colección de poemas populares alemanes:

Guten Abend, gut' Nacht,

mit Rosen bedacht,

mit Näglein besteckt,

schlupf' unter die Deck':

Morgen früh, wenn Gott will,

wirst du wieder geweckt.
Buenas tardes, buenas noches,

cubierto de rosas,

con clavos adornados,

deslícese bajo la cubierta:

Mañana por la mañana, si Dios quiere,

te despertarán de nuevo.

Posteriormente, Brahms adaptó un segundo verso de un poema de 1849 de Georg Scherer:

Guten Abend, gut' Nacht,

von Englein bewacht,

die zeigen im Traum

dir Christkindleins Baum:

schlaf nun selig und süss,

schau im Traum 's Paradies.
Buenas tardes, buenas noches,

custodiado por ángeles,

se muestran en un sueño,

el árbol del niño Cristo:

ahora duerme feliz y dulce,

mira el paraíso en tus sueños.

## Música
En 1877, Brahms basó el segundo tema del primer movimiento de su Segunda sinfonía en la melodía de la Canción de cuna. La melodía se introduce por primera vez en el compás 82 y continúa desarrollándose durante todo el movimiento.

## Recepción
La Canción de cuna es una de las canciones más populares de Brahms y ha sido arreglada en diversas ocasiones. En 1922, el pianista y compositor australiano Percy Grainger la arregló como una de sus «Free Settings of Favorite Melodies» para piano solo. Este estudio se caracterizó por un gran uso de suspensiones y arpegios, con la primera frase de la melodía colocada en el rango tenor del teclado. Esta última práctica fue la favorita de Grainger.
En un artículo publicado en 2005, Karen Bottge analizó Canción de cuna como una expresión de la voz materna y basaba sus reflexiones en escritos de teóricos como Friedrich Kittler, Michel Chion, Gilles Deleuze, Félix Guattari y Theodor W. Adorno.

### En la cultura popular
Una película biográfica de 1936 de Brahms con Albert Florath interpretando al compositor, tomó su título de las primeras líneas de esta canción, Guten Abend, gute Nacht.
El poema de Wendy Cope «Brahms Cradle Song» se refiere a esta canción.
En el tercer episodio de la cuarta temporada de la serie (Des)encanto, «El gabinete del Dr. Chazzzzz», uno de los pacientes del hospital psiquiátrico entona la melodía, con la letra siguiente (traducida en Netflix al español): «Duerme, loquito. Solo un mal sueño es. Pero cuando despiertes, me vengaré y tu peor miedo te cumpliré».